# Rarbach
Der Rarbach ist ein 8,3 km langer, rechter Nebenfluss der Henne im nordrhein-westfälischen Hochsauerlandkreis (Deutschland).

## Geographie
Die Rarbachquelle befindet sich an der Westflanke des Rimberges südöstlich von Oberrarbach auf einer Höhe von 673 m ü. NHN. Von hier aus fließt der Bach vorwiegend in nordwestliche Richtungen durch die Ortschaften Oberrarbach, Föckinghausen, Hanxleden, Kirchrarbach und Sögtrop, bevor er auf 352 m ü. NHN in die Henne mündet.
Der Rarbach überwindet auf seinem 8,3 km langen Weg von der Quelle zur Mündung einen Höhenunterschied von 312 m, was einem mittleren Sohlgefälle von 37,6 ‰ entspricht. Der Bach entwässert ein 13,887 km² großes Einzugsgebiet über Henne, Ruhr und Rhein zur Nordsee.
Große Teile des Baches verlaufen im Landschaftsschutzgebiet Schwormecke und Abschnitt des Rarbaches nörd- und westlich Sögtrop mit benachbartem Hangmagergrünland, im Naturschutzgebiet Rarbach und im Landschaftsschutzgebiet Abschnitte des Rarbaches von Hanxleden bis südlich Oberrarbach.

## Nebenflüsse
Die folgende Übersicht listet die Nebenflüsse des Rarbaches flussabwärts betrachtet auf:
| Name              | GKZ      | Lage   | Länge in km | EZG in km² |
| ----------------- | -------- | ------ | ----------- | ---------- |
| Gengenabach       | 2761422  | rechts | 001,680     | 0001,5920  |
| Krumme Siepen     | 27614232 | rechts | 001,230     |            |
| Sellmecke         | 2761424  | links0 | 003,340     | 0001,6660  |
| Stockeisiepen     | 27614292 | rechts | 001,450     |            |
| Eilmecke          | 27614294 | links0 | 000,940     |            |
| Schwormeckesiepen | 27614296 | rechts | 001,930     |            |

## Flora und Fauna
Die Fauna des Rarbaches besteht hauptsächlich aus der heimischen Bachforelle und der ebenfalls heimischen Groppe, es gibt aber auch vereinzelt Regenbogenforellen.